# ハヤト・コバヤシ
- 機動戦士ガンダム > 機動戦士ガンダムの登場人物 地球連邦軍 > ハヤト・コバヤシ
- 機動戦士Ζガンダム > 機動戦士Ζガンダムの登場人物 > ハヤト・コバヤシ
- 機動戦士ガンダムΖΖ > 機動戦士ガンダムΖΖの登場人物 > ハヤト・コバヤシ

ハヤト・コバヤシ（Hayato Kobayashi）は、アニメ『機動戦士ガンダム』『機動戦士Ζガンダム』『機動戦士ガンダムΖΖ』に登場する架空の人物。『機動戦士ガンダム』ではモビルスーツパイロット、続編ではカラバの指揮官として活躍した。宇宙世紀0064年生まれ。

## 人物
日系人で、サイド7に住む柔道をたしなむ少年であるが、家族はジオン公国軍部隊によるサイド7襲撃の際に全員死亡したと言われる。
特技は柔道。柔道を特技とする設定は、ブライト・ノアへ柔道の極意を語る場面、第13話でリュウに背負い投げを決めるシーン、そして劇場版『機動戦士ガンダムII 哀・戦士編』のリュウ・ホセイの死をめぐるアムロとの争いにおいて、アムロを巴投げで投げ飛ばすシーンに活かされた。リュウやスレッガー・ロウといった古参兵からは「ジュードー」の愛称で可愛がられる。
軍の施設を作るために「住居の立ち退き」を余儀なくされた経緯があり、軍関係者を父に持つアムロ・レイに対して若干のコンプレックスと反感を抱いている。また、幼馴染のフラウ・ボゥがアムロをかまっている事もあり、アムロの内向的な性格も合わさって、アムロ個人には良い印象を持っていなかった。
漫画『機動戦士ガンダム THE ORIGIN』では、より普通の少年ぶりが強調されている。アムロ、カイ・シデン、フラウ・ボゥとは高校のクラスメイト。カイとは不良仲間であり、アムロに対しては初期からライバル心をむき出しにしており、ガンダムを任されたアムロに対抗するためガンタンク搭乗員を志願した。アニメ版とは異なりパイロットとしての腕は成長が見られず、カイばかりかジョブ・ジョン、ダニーらからも遅れをとっている。THE ORIGIN特別編『アムロ0082』では、出雲大社の大鳥居を寄進した人物、小林徳一郎の子孫であるとの設定が加えられた。
なお、第一次ネオ・ジオン抗争での死後、ハヤトの名前はかつての仲間がその素性を隠しながら行動する際に活用されている。第二次ネオ・ジオン抗争の際、アムロが新生ネオ･ジオンのシンパである活動家グループと接触する際にハヤト・コバヤシと名乗っている。また、ブライトはラプラス戦争の際、不可解な動きを見せるビスト財団を探る為、旧知のルオ商会へ連絡を取る際にハヤト・コバヤシ名義でメールを送るよう指示している。
名前の由来は戦闘機の隼から。
子供は養子3人とフラウが妊娠出産した実子が1人以上いる。

## 劇中での活躍

### 一年戦争後期 （『機動戦士ガンダム』）
テレビ版第1話で、ザクのサイド7強襲に伴いホワイトベース (WB) に避難。第3話ではガンタンクに砲手としてカイ・シデンとともに搭乗し、パプア級補給艦を撃沈して初陣を飾っている。
WBが地上に降りた第6話からも主にガンタンクの砲手を務める。ガンタンクは当初2人乗りで、操縦手をリュウ・ホセイが担当するが、第21話でリュウが戦死して以後は単座で操縦できるように改造され、砲手兼操縦手として引き続きガンタンクのパイロットを務める。
第20話では脱走から戻ったアムロに対するブライトの処置に対して「甘過ぎる」と特別扱いに対する不満を抱き、当てつけるようにカイやハワド、マクシミリアンと共にバギーでWBを一時的に脱走するが、追いかけてきたリュウの説得で戻る。
第23話ではマチルダ・アジャン中尉率いる補給部隊が運んできたGファイターに緊急的に搭乗。アムロ搭乗のガンダムとの良好なコンビネーションで敵部隊を撃退している。第25話のオデッサ戦ではGスカイ・イージーを操縦し、オルテガのドムを撃破する際にガンダムを再び乗せて好アシストを見せている。また、カイ・シデンが一時的にホワイトベースを降りた第27話では珍しくガンキャノンで出撃するが、思うように性能を引き出せずカラハのズゴックに苦戦を強いられる。
第30話のジャブローでは伍長（ただし、第32話ではカイに「軍曹」と呼ばれている。劇場版では少尉）に任官される。WBが宇宙に上がってからも、継続してガンタンクに乗り部隊の一戦力として奮闘している。ただし、劇場版『機動戦士ガンダムIII めぐりあい宇宙編』では後述の小説版に準じ、左胸と右脚に「109」とマーキングされたガンキャノンに乗り換えている（基本的な役回りなどは変わってはいない）。
第35話のソロモン攻略戦において、ガンタンクのコックピット付近に被弾し負傷。彼と乗機の戦線離脱によりWBの戦力は11パーセント低下したと分析されている。この時看護に当たったフラウに、ニュータイプ能力が開花し人間離れしていくアムロのパイロットとしての技量への嫉妬と、WB乗艦時から彼に勝てない自分への嫌悪を吐露している（この時に、フラウが輸血の指示を受けた内容から血液型がAB型であることが分かる）。これ以後、アムロと距離を感じていた彼女と急速に親密になっていく。第42話では出撃前にオペレーター席のフラウと親しげに話し込む姿も見られる。
宇宙要塞ア・バオア・クー攻略戦が繰り広げられる第43話にて乗機を撃破されながらもカイと共に銃撃戦で敵兵に対抗し、最終的にアムロの誘導する声を聞いて乗組員と共に脱出。一年戦争を生き残る。
富野由悠季による小説版では階級が少尉となっており、アムロやカイと共にニュータイプへ覚醒、ガンキャノン C-109のパイロットとして大活躍する。しかし、ア・バオア・クーにてシャア・アズナブル率いるニュータイプ部隊との交戦中にシャア専用リック・ドムのビームバズーカを食らって撃墜され死亡する。

### グリプス戦役 （『機動戦士Ζガンダム』）
終戦後はフラウと結婚し、同時にホワイトベースに乗り込んでいた戦災孤児のカツ、レツ、キッカを養子として引き取っている。さらに劇中ではフラウが実子を妊娠している。一年戦争時にニュータイプ的能力を見せたため連邦軍によって宇宙には上がれず、戦争博物館の館長という閑職に回されるが、そのため鬱屈した想いがあり、カラバに参加する。エゥーゴのジャブロー侵攻時には戦争博物館を離れて地上に降りたエゥーゴのパイロットを宇宙に帰すためのシャトルを手配するなど、地球側の支援者のキーマンとして活躍する。
劇場版の展開に準拠した『機動戦士Ζガンダム デイアフタートゥモロー ―カイ・シデンのレポートより―』では、劇場版において割愛されたダカールでの演説シーンをシャア・アズナブルに代り、ハヤトがストーリーの裏側で行っている様子が描かれている。なお、この後の彼の生死については不明だが、妻子は静岡に移り住んでいる姿が描かれていた。
なお『機動戦士Ζガンダム』の企画書では、この時点で戦死する予定であった。

### 第一次ネオ・ジオン抗争 （『機動戦士ガンダムΖΖ』）
前作に引き続きカラバの主要メンバーとして登場。第一次ネオ・ジオン抗争では、地球に降下したネオ・ジオンを追撃するジュドー・アーシタらに手を貸す。ダブリンへのコロニー落としの際は、民間人の避難にも尽力した。
カツがグリプス戦役で戦死したという訃報は、既に聞いていたようだがフラウたちにはまだ話していなかった。精神崩壊を起こし、人事不省になったカミーユ・ビダンにカツの面影を見ていたところがあった。アウドムラの操艦技術をハマーン・カーンに賞賛され、カミーユにみせた気遣いは「さすがホワイトベースの人」とジュドー達に尊敬されていた。
第35話で、ジュドーの乗るΖΖガンダムが合体するのを阻止せんとするラカン・ダカランの搭乗するザクIIIの攻撃からジュドーを守り、ラカンの反撃を受け、被弾。自らを犠牲にしてジュドーを守った末に「聞こえる…カツ…」と言い残し0088年10月30日、ドダイと共に爆散する。
小説版ではジュドー達が乗ったシャトルを守るために、プルツーが駆るサイコガンダムMk-IIに戦闘機で体当たりし、死亡する。アムロもその場に居合わせ、一年戦争から共に戦ってきた戦友の死に激しく落胆していた。また、ブライトはハヤトが戦死したという事実に気付かなかった。
なお、小説『ハイ・ストリーマー』では、アムロは再会したブライトと共にその死を改めて悼んでいた。

## 搭乗機
- RX-75 ガンタンク
- RX-77-2 ガンキャノン（第22話・第27話） 109（劇場版III）、C-109（小説版）
- RX-78-2 ガンダム（第14話）
- Gファイター（第23話のみ）
- Gスカイイージー（第25話のみ）
- FF-X7 コア・ファイター（第22話・第28話）
- RB-79 ボール（漫画『THE ORIGIN』）
- アウドムラ（『Ζ』『ΖΖ』）
- ド・ダイ改（『ΖΖ』）
- B-70（『Ζ』）

## 担当声優
- 鈴木清信（1st、Ζ・TV版、ΖΖ）
- 檜山修之（Ζ・劇場版[注 2]）
- 中西英樹（THE ORIGIN、劇場版 ククルス・ドアンの島）
- 下山吉光（ガンダムさん）